# What Gets Me Hot!
What Gets Me Hot! är en pornografisk film regisserad av Richard Mailer.

## Handling
Tre killar antastar den enes föräldrars hembiträde, två av dem och en kvinnlig vän fortsätter med en annan kvinna. En tredje kvinnlig vän har en dröm samtidigt som en mor njuter av offentligt sex när en granne blir tillfredsställd.

## Om filmen
Filmen är Traci Lords debutfilm och hade premiär i oktober 1984, då hon var 16 år gammal.

## Rollista
- Traci Lords – Lannie
- Shone Taylor – Mark Radner
- Helga Sven – Mrs. Waters
- Tom Byron – Jeff
- Bunny Bleu – Debbie
- Marc Wallice – Kevin
- Susan Hart – Cheryl
- Don Hodge – Mr. Kennedy
- Maria Kay – Mrs. Radner
- Herschel Savage – Mrs. Radners pojkvän
- Steve Powers – Ted
- Leslie Thane – Wendy
- Greg Rome – Bill
- Dorothy Onan – Sarah
- David Sanders – Louis

### Webbkällor
- What Gets Me Hot! på Internet Movie Database (engelska)